# Alexander von Geiger

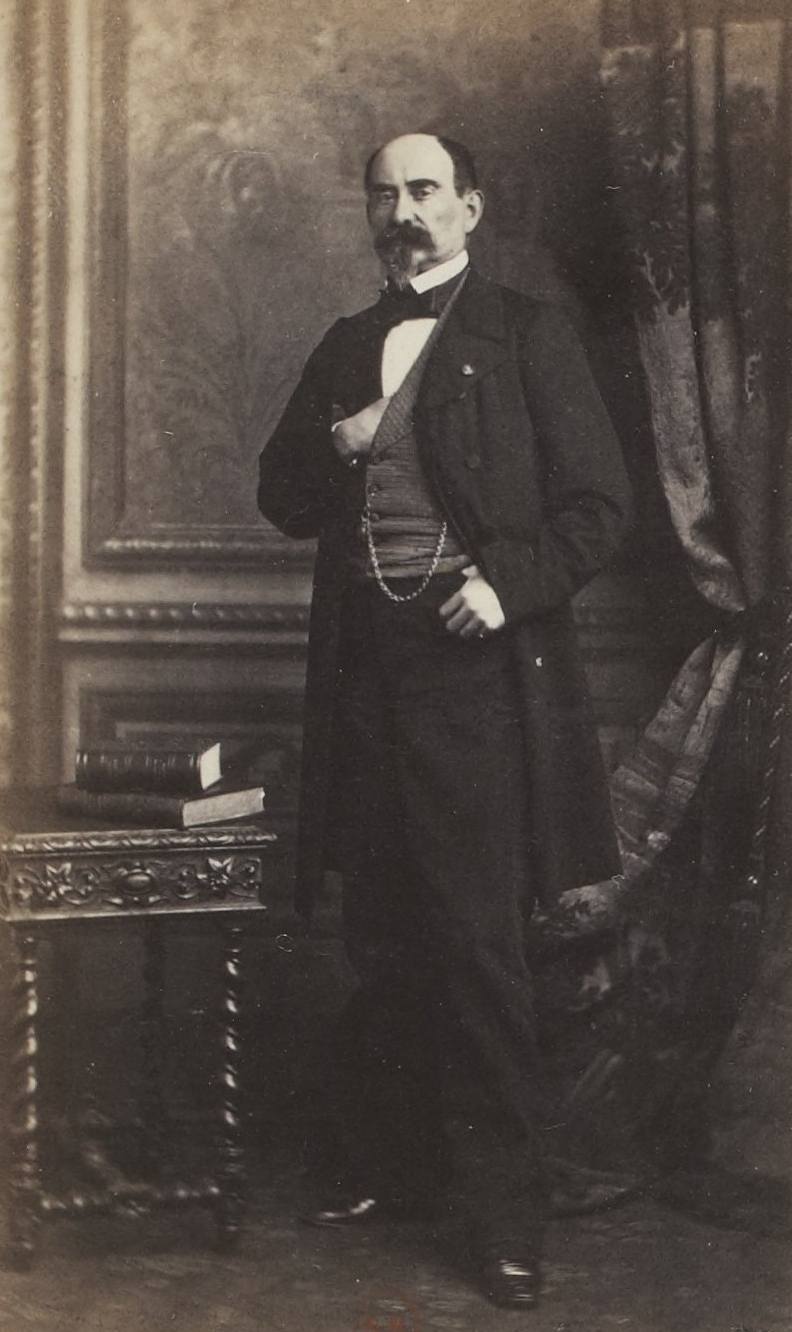
Alexander von Geiger

Alexander Freiherr von Geiger (französisch: Alexandre de Geiger; * 23. August 1808 auf Schloss Schwarzenberg (Scheinfeld); † 13. April 1891 in Paris) war ein deutsch-französischer Industrieller und französischer Politiker.

## Leben
Alexander von Geiger studierte nach dem Gymnasialabschluss 1826 am (heutigen) Wilhelmsgymnasium München an der Ludwig-Maximilians-Universität München, wo er im Corps Isaria aktiv und 1827 recipiert wurde, und an der Ruprecht-Karls-Universität Heidelberg, wo er 1828 im Corps Rhenania aktiv wurde. 1835 heiratete er Pauline Utzschneider, Tochter des Saargemünder Fayencefabrikanten Paul Utzschneider. Durch die Heirat wurde er Besitzer der Saargemünder Fayencefabrik. Zudem war er Bergwerksbesitzer.
Im Zweiten Kaiserreich war er von 1852 bis 1868 für das Département Moselle Mitglied der Gesetzgebenden Körperschaft. Von 1868 bis 1870 gehörte er dem Senat an.